# 1930 v letectví

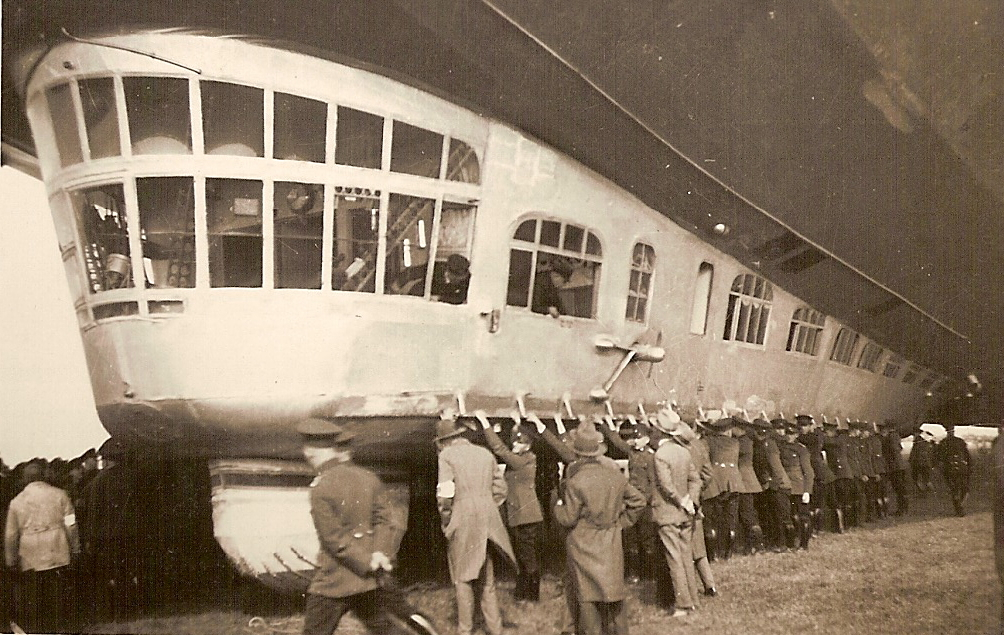
Lidé držící Zeppelin LZ 127 (1930)

Tento článek obsahuje seznam událostí souvisejících s letectvím, které proběhly roku 1930.

## Události
- V roce 1930 bylo v sovětském institutu CAGI založeno vrtulníkové oddělení, v němž vzniklo několik experimentálních vrtulníků, prvním z nich byl stroj CAGI 1-EA (vůbec první sovětský vrtulník), dále např. CAGI 3-EA, CAGI 5-EA a CAGI 11-EA.[1][2]

### Březen
- 21. března — Chilské vojenské letectvo se pod názvem Fuerza Aérea Nacional stává samostatnou složkou ozbrojených sil Chile.

### Červen
- 8. června — Na leteckém dni v Karlových Varech tragicky umírá v dvaatřiceti letech český král vzduchu František Malkovský.

### Srpen
- 22. srpen – Poblíž Jihlavy havaroval v silné bouři Ford 5-AT-C Tri-Motor (OK-FOR) Čs. státních aerolinií. Na palubě bylo 11 cestujících a 2 členové posádky (pilot Josef Sedlář {32 let, 3000 nalétaných hodin} a mechanik Josef Trafina). Zahynuli oba členové posádky a 10 z 11 cestujících. Přežil prof. Kraus.

### Září
- 1. září – v devatenáctém ročníku Poháru Gordona Bennetta zvítězili Američané Ward Tunte van Orman (potřetí), Alan L. McCracken (podruhé)

### Říjen
- 5. října – britská vzducholoď R 101 je zničena při havárii ve Francii na své cestě do Indie. 47 lidí na palubě zahynulo.

## První lety
- Letov Š-33
- Savoia-Marchetti S.71

### Leden
- Potez 39

### Duben
- RWD-3
- 29. dubna – Polikarpov I-5

### Květen
- 6. května – Boeing 200

### Červen
- 12. června – Handley Page Heyford

### Červenec
- Letov Š-25
- 18. července – Blackburn Sydney

### Srpen
- 18. srpna – Boeing 221

### Září
- 12. září – Taylor E-2
- 24. září – Short Rangoon

### Říjen
- PZL P.7
- 5. října – Junkers Ju 52

### Listopad
- 11. listopadu – Šavrov Š-2
- 14. listopadu – Handley Page H.P.42
- 18. listopadu – Boeing XP-9
- 25. listopadu – Fairey Hendon

### Prosinec
- 22. prosince – Tupolev ANT-6